# Ondřej Kadlec
Ondřej Kadlec, Андрей-Карль Вячеславич (18. února 1859 Dobříš – 6. února 1928 Samara) byl český houslista, dirigent a hudební skladatel.

## Život
Začínal jako dělník v Daňkově továrně v Ústí nad Labem. Studoval na Pražské konzervatoři, kde byl žákem I. Auera a A. Bernhardta. Od roku 1876 byl hudebníkem vojenské hudby 36. pěšího pluku v Mladé Boleslavi. V roce 1885 odešel do Ruska a stal se houslistou a violistou Mariinského divadla v Petrohradě, kde působil až do roku 1907. Poté řídil Těrecký symfonický kozácký orchestr a až do roku 1909 byl ředitelem Carské hudební společnosti ve Vladikavkaze. Vrátil se do Petrohradu a stal se dirigentem Mariinského divadla. Kromě toho řídil i další petrohradské orchestry a vyučoval hudbě na středních školách.
V roce 1912 byl požádán o složení hudby k první mongolské státní hymně. Za tuto skladbu byl oceněn vysokým státním mongolským vyznamenáním. Po Říjnové revoluci odešel do Samary, kde se stal profesorem na konzervatoři a založil symfonický orchestr, který vedl až do své smrti.
Měl šest synů, z nichž minimálně dva se rovněž věnovali hudbě:
Jiří Kadlec (1891–1955) vystudoval konzervatoř v Petrohradě a do roku 1918 byl violoncellistou carské opery v Moskvě. V revolučních letech uprchl přes Krym do Istanbulu, kde učil hudbě a hrál v orchestru. V roce 1933 se vrátil do Čech a stal se členem rozhlasových orchestrů v Moravské Ostravě, Košicích, Bratislavě a konečně v Praze.
Michael Kadlec vystudoval rovněž violoncello na konzervatoři v Petrohradě a stal se členem kočující opery. Bližší informace nejsou známy.

## Dílo

### Balety
- Acis a Galateja (Petrohrad, 1896, hrál se několik let)
- Bílá lilie
- Kermess
- Dafnis i Chloja

Pro baletní provedení rovněž instrumentoval klavírní cyklus Roční doby Petra Iljiče Čajkovského.

### Další skladby
- Aleko (opera)
- 2 až 3 operety
- Kavkazská suita pro orchestr
- Orchestrální ouvertury
- Instruktivní a didaktické skladby pro potřeby výuky